# Bjälbo socken
Bjälbo socken i Östergötland ingick i Göstrings härad, uppgick 1952 i Skänninge stad och området ingår sedan 1971 i Mjölby kommun och motsvarar från 2016 Bjälbo distrikt.
Socknens areal är 22,31 kvadratkilometer, varav 22,19 land. År 2000 fanns här 257 invånare. Kyrkbyn Bjälbo med sockenkyrkan Bjälbo kyrka ligger i denna socken. 

## Administrativ historik
Bjälbo socken har medeltida ursprung.
Vid kommunreformen 1862 övergick socknens ansvar för de kyrkliga frågorna till Bjälbo församling och för de borgerliga frågorna till Bjälbo landskommun. Landskommunen inkorporerades 1952 i Skänninge stad och ingår sedan 1971 i Mjölby kommun. Församlingen uppgick 2010 i en återbildad Skänninge församling.
1 januari 2016 inrättades distriktet Bjälbo, med samma omfattning som församlingen hade 1999/2000.  
Socknen har tillhört samma fögderier och domsagor som socknens härader.  De indelta soldaterna tillhörde  Första livgrenadjärregementet, Motala kompani och Andra livgrenadjärregementet, Skenninge kompani.

## Geografi
Bjälbo socken ligger väster om Skänninge. Socknen är en uppodlad slättbygd.
I socknen återfinns byn Marstad och kyrkbyn Bjälbo.

## Fornlämningar

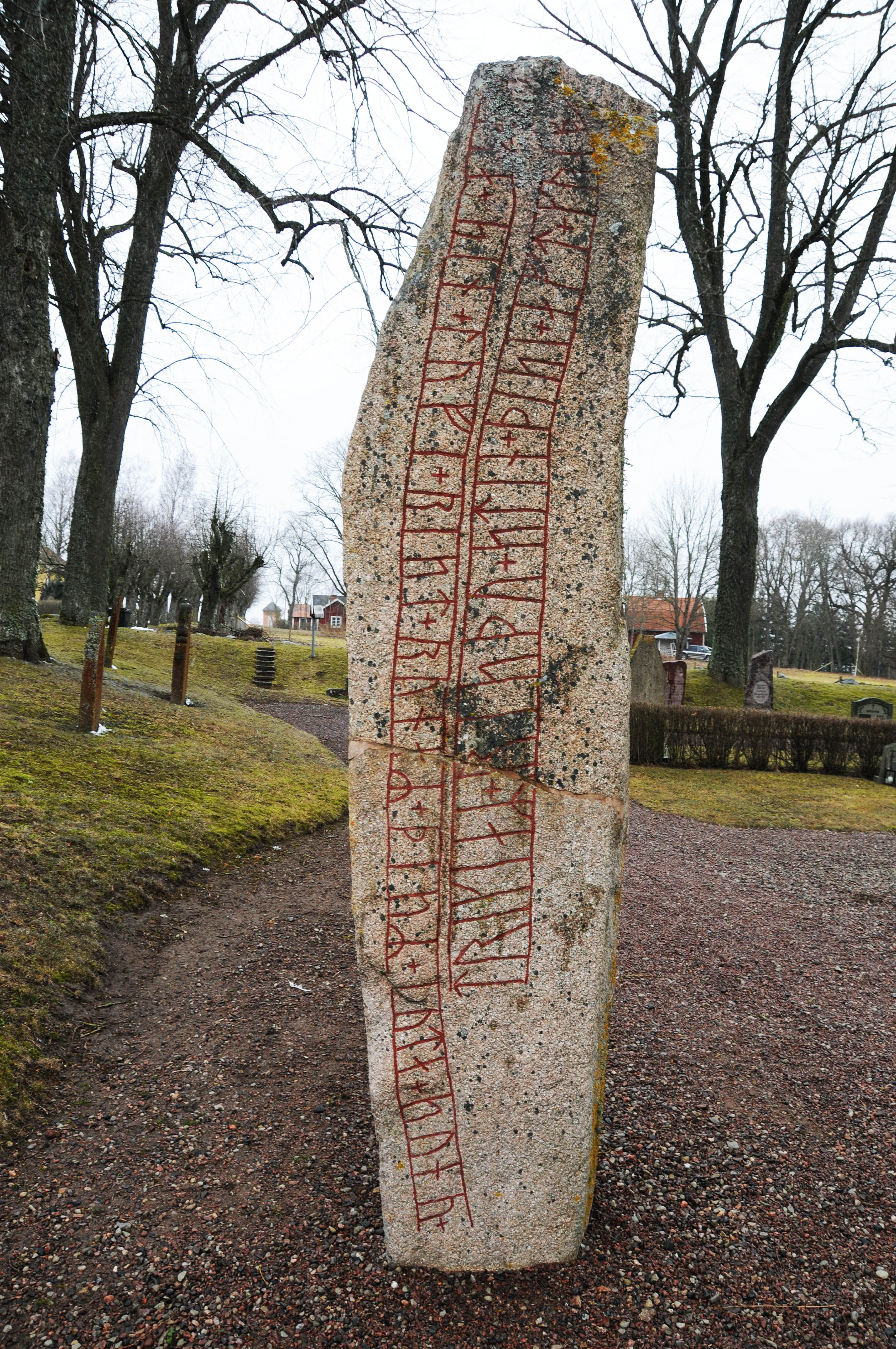
Östergötlands runinskrifter 64 vid kyrkan

Kända från socknen är två gravfält från järnåldern. Tre runristningar finns vid kyrkan.

## Namnet
Namnet (1273, Bielbo) kommer från kyrkbyn. Förleden kan bygga på bjälle, 'knöl' som kan syfta på att kyrkan ligger på en höjd. Efterleden är bo, 'bostad, gård'.

## Befolkningsutveckling
| Befolkningsutvecklingen i Bjälbo socken 1750–1990                                                        | Befolkningsutvecklingen i Bjälbo socken 1750–1990 | Befolkningsutvecklingen i Bjälbo socken 1750–1990 | Befolkningsutvecklingen i Bjälbo socken 1750–1990 | Befolkningsutvecklingen i Bjälbo socken 1750–1990 |
| --- | ------------------------------------------------- | ------------------------------------------------- | ------------------------------------------------- | ------------------------------------------------- |
| |                                                   |                                                   |                                                   |                                                   |
| År |                                                   |                                                   | Folkmängd                                         |                                                   |
| 1750 | 1750                                              |                                                   | 467                                               |                                                   |
| 1760 | 1760                                              |                                                   | 495                                               |                                                   |
| 1769 | 1769                                              |                                                   | 465                                               |                                                   |
| 1780 | 1780                                              |                                                   | 552                                               |                                                   |
| 1790 | 1790                                              |                                                   | 512                                               |                                                   |
| 1800 | 1800                                              |                                                   | 588                                               |                                                   |
| 1810 | 1810                                              |                                                   | 608                                               |                                                   |
| 1820 | 1820                                              |                                                   | 593                                               |                                                   |
| 1830 | 1830                                              |                                                   | 754                                               |                                                   |
| 1840 | 1840                                              |                                                   | 864                                               |                                                   |
| 1850 | 1850                                              |                                                   | 862                                               |                                                   |
| 1860 | 1860                                              |                                                   | 919                                               |                                                   |
| 1870 | 1870                                              |                                                   | 825                                               |                                                   |
| 1880 | 1880                                              |                                                   | 826                                               |                                                   |
| 1890 | 1890                                              |                                                   | 714                                               |                                                   |
| 1900 | 1900                                              |                                                   | 768                                               |                                                   |
| 1910 | 1910                                              |                                                   | 749                                               |                                                   |
| 1920 | 1920                                              |                                                   | 734                                               |                                                   |
| 1930 | 1930                                              |                                                   | 733                                               |                                                   |
| 1940 | 1940                                              |                                                   | 597                                               |                                                   |
| 1950 | 1950                                              |                                                   | 456                                               |                                                   |
| 1960 | 1960                                              |                                                   | 384                                               |                                                   |
| 1970 | 1970                                              |                                                   | 289                                               |                                                   |
| 1980 | 1980                                              |                                                   | 264                                               |                                                   |
| 1990 | 1990                                              |                                                   | 243                                               |                                                   |
| Anm: Källor: Umeå universitet - Tabellverket 1749-1859, Demografiska databasen, CEDAR, Umeå universitet. |                                                   |                                                   |                                                   |                                                   |

### Fotnoter
1. 1 2  Svensk Uppslagsbok andra upplagan 1947–1955: Bjälbo socken
2. 1 2  Harlén, Hans; Harlén Eivy (2003). Sverige från A till Ö: geografisk-historisk uppslagsbok. Stockholm: Kommentus. Libris 9337075. ISBN 91-7345-139-8
3. ↑  ”Församlingar”. Statistiska centralbyrån. https://www.scb.se/hitta-statistik/regional-statistik-och-kartor/regionala-indelningar/forsamlingar/. Läst 30 december 2022.
4. ↑  Administrativ historik för Bjälbo socken (Klicka på församlingsposten). Källa: Nationella arkivdatabasen, Riksarkivet.
5. 1 2  Sjögren, Otto (1931). Sverige geografisk beskrivning del 2 Östergötlands, Jönköpings, Kronobergs, Kalmar och Gotlands län. Stockholm: Wahlström & Widstrand. Libris 9939
6. 1 2  Nationalencyklopedin
7. ↑  Fornlämningar, Statens historiska museum: Bjälbo socken
8. ↑  Fornminnesregistret, Riksantikvarieämbetet: Bjälbo socken Fornminnen i socknen erhålls på kartan genom att skriva in sockennamn (utan "socken") i "Ange geografiskt område"
9. ↑  Mats Wahlberg, red (2003). Svenskt ortnamnslexikon. Uppsala: Institutet för språk och folkminnen. Libris 8998039. ISBN 91-7229-020-X. https://isof.diva-portal.org/smash/get/diva2:1175717/FULLTEXT02.pdf